# Monte Peccia
Il Monte Peccia è un rilievo dei monti Ernici, nel Lazio, nella provincia di Frosinone, nel comune di Vico nel Lazio.